# راجر اسپاتیس‌وود
راجر اسپاتیس‌وود (انگلیسی: Roger Spottiswoode؛ زادهٔ ۵ ژانویهٔ ۱۹۴۵) کارگردان، تدوینگر و نویسنده فیلم و تلویزیون کانادایی-بریتانیایی-آمریکایی است.
در دهه ۱۹۶۰، راجر به عنوان یک تدوینگر کارآموز وارد صنعت فیلم بریتانیا شد و در آنجا زیر نظر جان بلوم (تدوین‌گر فیلم) شاگردی کرد. در اوایل دهه ۱۹۷۰ چندین فیلم را برای سام پکینپا ویرایش کرد. و از در اوایل دهه ۱۹۸۰ به کارگردانی روی آورد و از آن زمان تاکنون تعدادی فیلم و تولیدات تلویزیونی برجسته را کارگردانی کرده است.

## آثار کارگردانی
- قطار وحشت (۱۹۸۰) - اولین کارگردانی
- تعقیب دی. بی. کوپر (۱۹۸۱)
- ۴۸ ساعت (۱۹۸۲) - فقط نویسنده فیلم‌نامه
- زیر آتش (۱۹۸۳)
- بهترین زمان (۱۹۸۶)
- آخرین مرد بی‌گناه (۱۹۸۷) - تله فیلم
- شلیک برای کشتن (۱۹۸۸)
- ترنر و هوک (۱۹۸۹)
- هواپیمایی آمریکا (۱۹۹۰)
- ایست! وگرنه مادرم شلیک می‌کند (۱۹۹۲)
- تیم متلاشی (۱۹۹۳) تله‌فیلم مستند
- مسمر (۱۹۹۴)
- هیروشیما (۱۹۹۵) - تله‌فیلم مستند
- فردا هرگز نمی‌میرد (۱۹۹۷)
- نوریگا (۱۹۹۹) - تله فیلم
- روز ششم (۲۰۰۰)
- چرخش بوریس (۲۰۰۳)
- محدوده یخی: بقای یک زن در قطب جنوب (۲۰۰۳) - تله‌فیلم
- زیرزمین ریپلی (۲۰۰۵)
- با شیطان دست بده (۲۰۰۷)
- فرزندان هوانگشی (۲۰۰۸)
- فراتر از حق و باطل (۲۰۱۲) - فیلم مستند
- خورشید نیمه‌شب (۲۰۱۴)
- گربه خیابانی به نام باب (۲۰۱۶)
- خانه ساحلی (۲۰۱۸)